# 安达卢西亚政府主席
安达卢西亚政府主席，又称安达卢西亚自治区政府主席，是西班牙安達盧西亞自治區自治政府主席，也是安达卢西亚政府的三个组成成分之一。
现任主席是2019年1月18日上任的安达卢西亚人民党领袖胡安·曼努埃尔·莫雷诺。

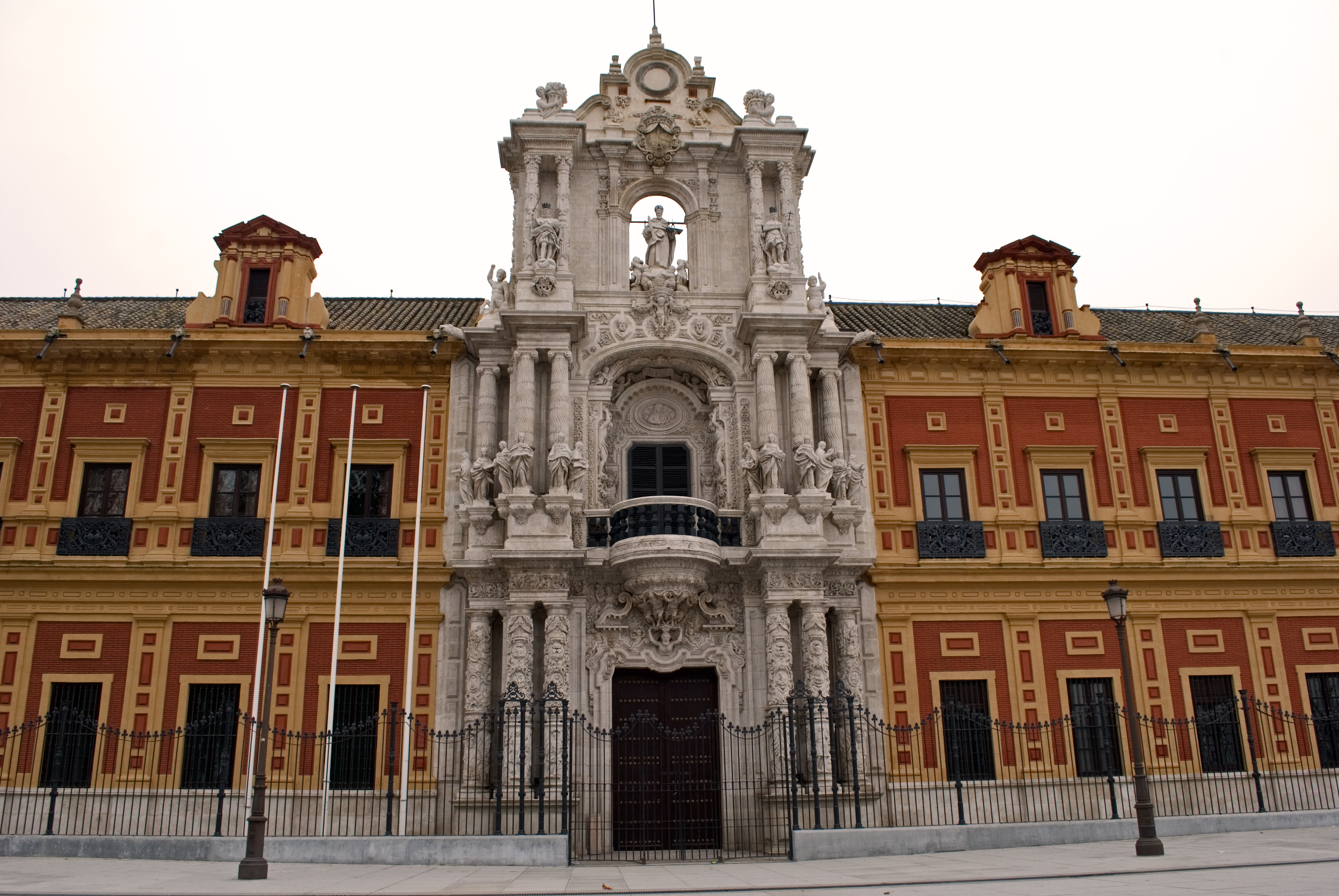
塞维利亚的圣特尔莫宫是主席官邸所在地

## 职责与使命
现行《安达卢西亚自治法》第24章117条明确规定了主席的职责：
- 主席负责指导和协调理事会会议，协调自治区行政工作，任命和罢免议员，对外代表安达卢西亚自治区形象。
- 主席可以暂时将执行工作委派给副主席或议员。
- 主席对议会负有政治责任。
- 主席可以在西班牙议会的批准下，就自治区内人民普遍关心的议题举行协商会议或公民投票。

## 选举与任命
《安达卢西亚自治法》第24章118条规定：
- 主席应从议会议员中选出。
- 议会主席在与各政党发言人协商后，向议会通报政府主席候选人名单。
- 政府主席候选人向议会提交申报表。候选人必须在第一轮投票中获得绝对多数后才能当选。若未获得，则应在前一次投票后48小时内进行新的投票，若在第二次或随后的投票中获得相对多数，则将获得通过。若未达到相对多数，则将按上述方式连续进行。若在第一次投票后两个月内，没有候选人获得相对多数，议会将自动解散，临时委员会将宣布召开新的主席选举。
- 在当选后，主席应由国王任命，并开始组建内阁理事会，确定相关人选。

## 安达卢西亚政府主席列表
| 1978年至1982年前自治政府时期主席列表 | 1978年至1982年前自治政府时期主席列表 | 1978年至1982年前自治政府时期主席列表 | 1978年至1982年前自治政府时期主席列表 | 1978年至1982年前自治政府时期主席列表 |
| ------------------------------------ | ------------------------------------ | ------------------------------------ | ------------------------------------ | ------------------------------------ |
| 任期                                 | 信息                                 | 信息                                 | 政党                                 | 届次                                 |
| 任期                                 | 姓名                                 | 照片                                 | 政党                                 | 届次                                 |
| 1978年5月27日- 1979年6月2日          | 普拉西多·费尔南德斯·比亚加斯         |                                      | PSOE                                 | 前自治政府                           |
| 1979年6月2日- 1982年8月3日           | 拉斐尔·埃斯库雷多                    |                                      | PSOE                                 | 前自治政府                           |
| 1982年开始自治政府时期主席列表       |                                      |                                      |                                      |                                      |
| 任期                                 | 信息                                 | 信息                                 | 政党                                 | 选举届次                             |
| 任期                                 | 姓名                                 | 照片                                 | 政党                                 | 选举届次                             |
| 1982年-1984年 （1984年2月17日辞职）  | 拉斐尔·埃斯库雷多                    |                                      | PSOE                                 | 第一届                               |
| 1984年-1986年                        | 何塞·罗德里格斯·德拉博沃利亚         |                                      | PSOE                                 | 第一届                               |
| 1986年-1990年                        | 何塞·罗德里格斯·德拉博沃利亚         | 第二届                               | PSOE                                 |                                      |
| 1990年-1994年                        | 曼努埃尔·查维斯                      |                                      | PSOE                                 | 第三届                               |
| 1994年-1996年                        | 曼努埃尔·查维斯                      | 第四届                               | PSOE                                 |                                      |
| 1996年-2000年                        | 曼努埃尔·查维斯                      | 第五届                               | PSOE                                 |                                      |
| 2000年-2004年                        | 曼努埃尔·查维斯                      | 第六届                               | PSOE                                 |                                      |
| 2004年-2008年                        | 曼努埃尔·查维斯                      | 第七届                               | PSOE                                 |                                      |
| 2008年-2009年 （2009年4月7日辞职）   | 曼努埃尔·查维斯                      | 第八届                               | PSOE                                 |                                      |
| 2009年 （过渡政府）                  | 加斯帕尔· 萨里亚斯                   | 第八届                               | PSOE                                 |                                      |
| 2009年-2012年                        | 何塞·安东尼奥·格里尼安               | 第八届                               | PSOE                                 |                                      |
| 2012年-2013年 （2013年8月27日辞职）  | 何塞·安东尼奥·格里尼安               | 第九届                               | PSOE                                 |                                      |
| 2013年-2015年                        | 苏萨娜·迪亚斯                        | 第九届                               | PSOE                                 |                                      |
| 2015年-2018年                        | 苏萨娜·迪亚斯                        | 第十届                               | PSOE                                 |                                      |
| 2019年-                              | 胡安·曼努埃尔·莫雷诺                 |                                      | PP                                   | 第十一届                             |
| 来源：安达卢西亚政府                 |                                      |                                      |                                      |                                      |